# Hebbokärret
Hebbokärret este o arie protejată (arie specială de conservare — SAC, sit de importanță comunitară — SCI) din Suedia întinsă pe o suprafață de 4,6 ha, integral pe uscat.

## Localizare
Centrul sitului Hebbokärret este situat la coordonatele 59°30′51″N 17°31′31″E / 59.5141°N 17.5252°E.

## Înființare
Situl Hebbokärret a fost declarat sit de importanță comunitară în decembrie 1998 pentru a proteja 1 specie de animale. Situl a fost protejat și ca arie specială de conservare în martie 2011.

## Biodiversitate
Situată în ecoregiunea boreală, aria protejată conține 2 habitate naturale: Mlaștini alcaline, Păduri caducifoliate de mlaștină fino-scandinave.
La baza desemnării sitului se află o specie protejată de  nevertebrate: Vertigo angustior.